# Anyanya

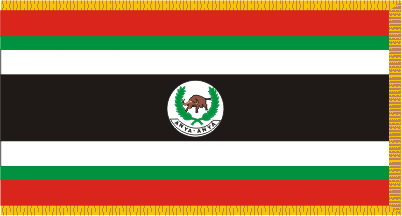
Flaga armii partyzanckiej

Anyanya – południowosudańska separatystyczna armia partyzancka stworzona w trakcie I wojny domowej w Sudanie. W języku ma'di Anyanya oznacza „jad węża”.
Od około 1969 plemiona południowej części Sudanu – m.in. Nuerowie, Lotuko, Bari, Aczoli, Azande, Dinkowie – zrzeszyli się do wspólnej walki przeciwko rządom Sudanu tworząc partyzanckie oddziały Anyanya.